# Battaglia di Nola (216 a.C.)
La prima battaglia di Nola fu combattuta nel 216 a.C. tra l'esercito di Annibale e reparti dell'esercito romano guidati da Marco Claudio Marcello.

## Contesto storico
Dopo la schiacciante vittoria a Canne (216 a.C.), Annibale raggiunse i primi importanti risultati politico-strategici. Alcuni centri cominciarono a abbandonare i Romani, come Campani, Atellani, Calatini, parte dell'Apulia, i Sanniti (ad esclusione dei Pentri), tutti i Bruzi, i Lucani, gli Uzentini e quasi tutto il litorale greco, i Tarentini, quelli di Metaponto, di Crotone, di Locri e tutti i Galli cisalpini, e poi Compsa, insieme agli Irpini. Non si arrese invece Neapolis, rimasta fedele a Roma.
Il comandante cartaginese inviò a sud nel Bruzio il fratello Magone con una parte delle sue forze, per accogliere la resa di quelle città che abbandonavano i Romani e costringere con la forza quelle che si rifiutavano di farlo. Annibale, invece, con il grosso dell'esercito, si diresse in Campania dove riuscì ad ottenere dopo una serie di trattative la defezione di Capua che a quell'epoca era ancora, per importanza, la seconda città della penisola, dopo Roma.
Dopo aver ottenuto l'alleanza della seconda città più popolosa della penisola italica riprese le operazioni in Campania, tentando invano di sottomettere Neapolis, conducendo il suo esercito nel territorio di Nola con la speranza che anche questa città si arrendesse senza far ricorso alle armi.

### Casus belli

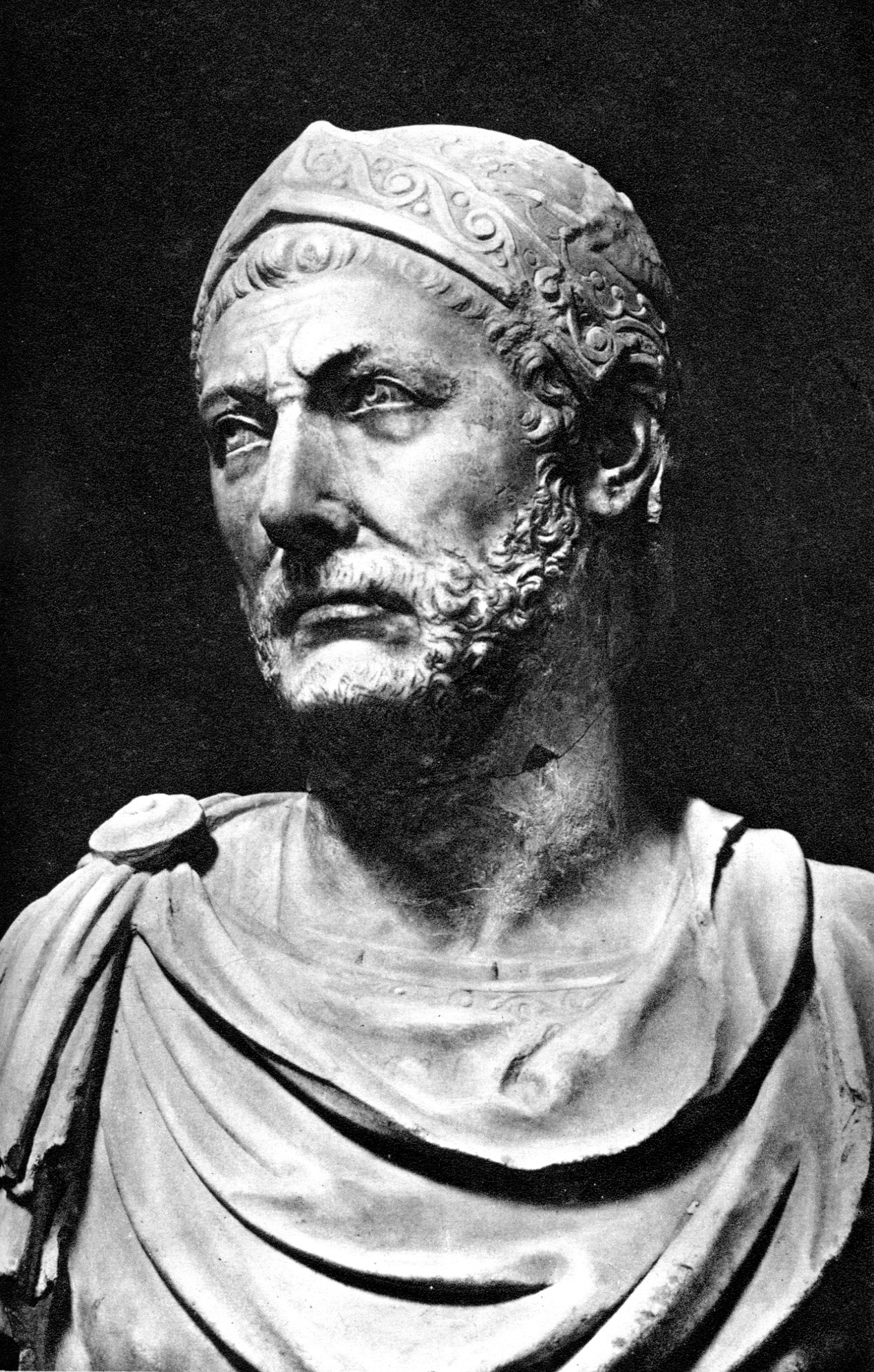
Busto di Annibale (Museo Archeologico Nazionale di Napoli), uno dei maggiori strateghi della storia antica

Il senato di Nola ed i suoi principali esponenti erano tutti favorevoli a mantenere invariata l'alleanza con Roma. Il popolo invece era favorevole al condottiero cartaginese, anche per il timore che potesse devastare tutti i loro campi, intorno alla città, portando ad una conseguente carestia. E poiché i senatori temevano di non potersi opporre a tanta moltitudine, cominciarono a prender tempo, fingendo di approvare la defezione ad Annibale. Mandarono all'insaputa di tutti, alcuni ambasciatori al pretore romano, Marco Claudio Marcello, che si trovava presso Casilino, per informarlo della situazione della città ormai "assediata" dalle truppe cartaginesi.
Marcello allora, invitò il senato di Nola a continuare a fingere, per prendere tempo, mentre lui stesso, si diresse prima su Caiatia, poi varcato il Volturno, passò attraverso il territorio di Saticola e Trebula, fino a Suessula, per raggiungere finalmente Nola attraverso i monti. Grazie all'arrivo del pretore romano Annibale preferì abbandonare Nola e si diresse su Napoli, bramoso di impadronirsi della fortezza marittima, per rendere sicuro il tragitto delle navi dall'Africa. Ma poiché venne a sapere che la città era occupata dal prefetto romano Marco Giunio Silano, continuò la sua marcia in direzione di Nuceria, che fu presa per fame; poi saccheggiata e data alle fiamme.
Marcello, giunto a Nola, occupò la cittadina, non tanto per sfiducia nel suo presidio, quanto per la volontà dei suoi principali cittadini. Si temeva che il popolo, ed in particolare Lucio Banzio, potessero passare dalla parte di Annibale. Marcello allora cercò di accattivarsi la simpatia del giovane Banzio, donandogli un bellissimo cavallo e cinquecento bigati.
(Livio, XXIII, 16.1.)
Frattanto Annibale, dopo aver mosso il campo da Nuceria, giunse nuovamente a Nola. Il prefetto romano, preferì rifugiarsi all'interno della città, non perché temesse il nemico, ma per non offrire ai Nolani la possibilità di tradirlo.

## Battaglia
Entrambi i comandanti, romano e cartaginese, ordinarono le schiere a battaglia. Quelle dei Romani avevano alle spalle le mura di Nola, quelle dei Cartaginesi avevano alle spalle il proprio accampamento. Da quel momento cominciarono a verificarsi isolati scontri tra i due schieramenti con esito alterno, non avendo i due comandanti dato alcun segnale per scatenare la battaglia campale.
Durante queste continue scaramucce quotidiane, alcuni senatori di Nola, riferirono a Marcello che vi erano stati dei colloqui notturni tra il popolo e i Cartaginesi, per tradire i Romani una volta che si fossero nuovamente schierati al di fuori delle mura. I Nolani avrebbero saccheggiato i loro approvvigionamenti e le armi da guerra, poi avrebbero chiuso le porte e occupato le mura, in modo da consegnarsi poi ai punici. Il pretore, dopo aver lodato i senatori per averlo informato, decise di tentare la sorte della battaglia, prima che in città scoppiasse qualche rivolta. Divise l'esercito in tre parti e dispose ciascuna parte davanti alle tre porte che guardavano verso il nemico. Comandò quindi che le salmerie seguissero subito dietro l'esercito. Dispose dietro la porta centrale il meglio delle sue legioni e la cavalleria romana; dietro le porte laterali le reclute, la fanteria leggera dei velites e la cavalleria alleata; ai Nolani fu vietato di avvicinarsi alle mura e alle porte, e alcuni reparti vennero potenziati per meglio difendere le salmerie.
Dopo una lunga attesa, Annibale, a cui sembrava strano che l'esercito romano non uscisse dalla porta centrale e che nessun soldato armato fosse sulle mura, ritenne che i suoi colloqui segreti con il popolo di Nola fossero stati rivelati a Marcello; decise, pertanto, di rimandare parte dei suoi soldati all'interno dell'accampamento, con l'ordine di prendere ogni mezzo per assaltare la città, certo che i Nolani si sarebbero sollevati all'interno della città. All'improvviso il prefetto romano diede ordine di attaccare, facendo suonare le trombe e levando alti clamori. I Romani uscirono dalla porta centrale in modo tanto violento da mettere in seria difficoltà la parte di mezzo dell'esercito cartaginese. Intanto alle ali dello schieramento romano, i due legati di Marcello, Publio Valerio Flacco e Gaio Aurelio, uscirono rapidamente e piombarono sulle ali dello schieramento avversario.
Il frastuono generato anche dai vivandieri romani, e di tutti quelli addetti alle salmerie, fece credere ai Cartaginesi che si trattasse di un esercito molto più grande di quanto fosse in realtà. Nello scontro, secondo Livio, vennero uccisi 2 800 Cartaginesi e solo 500 Romani.
(Livio, XXIII, 16.16.)

## Conseguenze
Annibale, avendo perduto la speranza di poter occupare Nola, si diresse su Acerra. Marcello allora fece chiudere le porte e dispose le sentinelle perché nessuno potesse più uscire. Promosse un processo contro quelli che avevano avuto colloqui segreti con il nemico e ne fece decapitare più di settanta per alto tradimento. Dispose inoltre che i loro beni fossero confiscati e divenissero di proprietà del popolo romano e affidò il governo cittadino al senato. Quindi partì anch'egli e pose gli accampamenti sulle alture che sovrastano Suessula.